# خيج ديغ

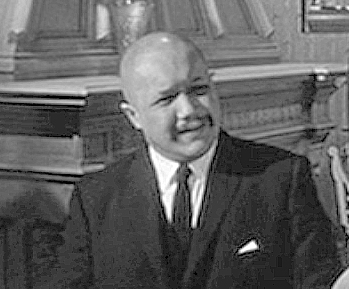
الأسم غير صحيح

خيج ألكس ديغ ( /ˌkaɪˈdiː/ KY DEE-' أو /ˌkaɪˈdeɪ/ KY DAY-' ) (ولد كينيث ديكرسون، 25 أغسطس 1910 - 25 أكتوبر 1991)  كان الممثل التلفزيوني الأمريكي و ممثل الصور المتحركة من أصل سوداني أنجلو-مصري ، اشتهر بتصوير أدوار شرق آسيا. ربما يكون أفضل ما يتذكره هو تصوير الأشرار ، ولا سيما دوره الضيف التلفزيوني المتكرر كعميل صيني وو فات في هاواي فايف أو (من الطيار في عام 1968 إلى الحلقة الأخيرة في عام 1980) ، وخبير غسيل الدماغ الدكتور ين لو في عام 1962 . مرشح منشوريا . 

## ملحوظات
1. ↑  Dr. Lo proudly asserted that the subject's minds were not only "brain-washed", but they were also "dry-cleaned".

## روابط خارجية
- خيج ديغ على موقع IMDb (الإنجليزية)
- خيج ديغ على موقع أول موفي (الإنجليزية)
- خيج ديغ على موقع إن إن دي بي (الإنجليزية)
- خيج ديغ على موقع قاعدة بيانات الفيلم (الإنجليزية)

- خيج ديغ على موقع فايند أغريف
- خيج ديغ الأدوار والخلفية في TV Acres
- تفاصيل ألبوم Khigh Dhiegh في Smithsonian Folkways